# 扇島
扇島（おおぎしま、おうぎしま）は、東京湾にある、神奈川県川崎市川崎区扇島並びに横浜市鶴見区扇島（読み仮名についての詳細は後節）に属する、埋立地である人工島。面積は川崎市側が3.96 km²、横浜市側が2.76 km²である。
重要な港湾施設があり、他国船舶も停泊するためSOLAS条約（海上人命安全条約）が適用され、東京湾岸道路による通過を除いて関係者以外の立ち入りは禁止されている。

## 地理
北を京浜運河に、南を東京湾に面した人工島である。中央部を東西に首都高速湾岸線が通過しており、また東扇島から扇島大橋（JFEの保有する私橋）が架かっている。一帯はJFEスチール東日本製鉄所京浜地区や石油の備蓄基地などがある。島全体が川崎港・横浜港の一部で、他国と物資のやり取りを行う重要な港湾施設が設けられており、上述の国際条約の規定に基づいて国際テロ発生のリスクを排除する必要があるため、上陸可能な人物については厳格に管理されている。
島内中央部を南北に市境が貫いているが、市境南端は同一地点（北緯35度28分11秒 東経139度43分31秒 / 北緯35.46972度 東経139.72528度）に川崎市最南端と横浜市最東端が位置する珍しい場所となっている。

## 歴史

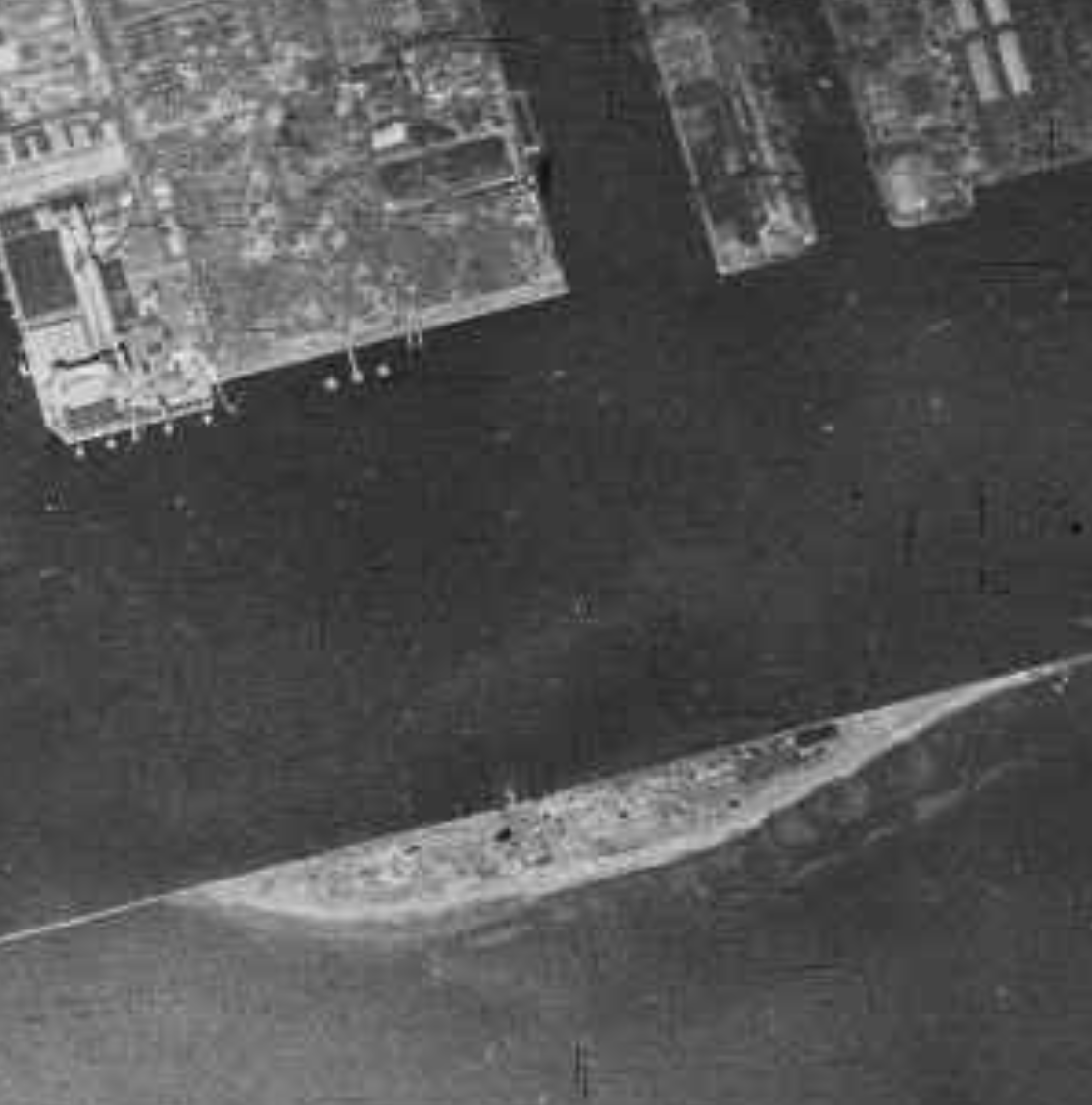
陸軍によって撮影された扇島周辺の空中写真（1944年）。当時は現在の扇島北岸に防波堤が設置され、防波堤に砂州状に土砂が埋め立てられて扇島が形成されていた。

京浜工業地帯の開発の一環として京浜運河などが開削されたが、その際に浚渫された土砂を埋立地に面していた防波堤の堤外部に投棄。そして積み上がった土砂が砂州を形成し、一帯を開発した浅野財閥の商標である扇に因んで扇島と命名された。昭和初期には鶴見臨港鉄道によって海水浴場としての営業が始まり、鉄道と渡船による連絡で京浜地区からの観光客で賑わった。戦時中の中断を経て海水浴場の営業は続くものの、一帯の水質汚染から営業継続が困難となり1958年（昭和33年）には日本鋼管の原料置き場として整備が行われた。

### 扇島計画
日本鋼管京浜製鉄所は工場群が10か所に散在する状態で、そしてそれぞれが市街地に存在し、配置も合理的ではないことから、公害対策や生産性の向上を図ることも困難となっていた。こういった状況を一気に解決するための手段として、扇島を埋め立て拡張して生産拠点をそちらに統合するという「扇島計画」が1969年（昭和44年）3月に策定された。公害防止協定が1970年（昭和45年）12月に締結され、また埋め立て許可に関わる漁業権交渉は東扇島や大黒埠頭と一括で進められ、1971年（昭和46年）12月に埋立が免許された。
埋立予定の海域は水深が平均10 m、最深部では16 mあり、またシルトが堆積する軟弱地盤と、条件はあまりよくない地であった。その中でも、千葉県富津市の浅間山から一日あたり10万m3という土砂を運び、また堆積したシルトを取り除かず、上に土砂を均等散布することでシルトを固めるという、工期や土砂の縮減・環境汚染の防止を図ったサンドマット工法を採用したこともあり、当初は5年かかると見積もられていた埋立工事が3年9か月で終了した。これらの土木工事に対し、1975年（昭和50年）には土木学会技術賞が授与されている。また、首都高速湾岸線に用地を提供したほか、山土で埋め立てたという環境の中で、130万m²が緑化されている。
埋立と並行して製鉄所の整備が行われ、1976年（昭和51年）11月には第一高炉の火入れが、1979年（昭和54年）7月には第二高炉にも火入れが行われた。それと前後して、従来の地区にあった7つの高炉は、1978年（昭和53年）12月までにすべての火が消えた。また、隣の東扇島と連絡する、長さ620 m・4車線の扇島大橋も架けられたが、この橋の中央部184 mは、日本鋼管自身の清水造船所で組み立てられ、完成した1210トンの橋桁を直接架設するという工法が採られた。

### 地名の由来
「扇島」の名は扇町の沖合いに位置することに由来する、あるいはできた砂州が扇形であったことからの自然発生的な呼称とされる。

#### 扇島の読み仮名
川崎市川崎区内の町名の読み仮名は「おおぎしま」だが、横浜市鶴見区内の町名の読み仮名は「おうぎしま」である。また川崎区内でも、扇島の北に位置する扇町の読み仮名は「おうぎまち」である。扇町の名は浅野総一郎の家紋である扇に由来しており、「扇」の現代仮名遣いでの読み仮名は「おうぎ」である。

### 今後の計画
2023年（令和5年）のJFEスチール東日本製鉄所扇島地区の高炉休止に伴い、川崎市側では次世代産業の研究開発・高度物流施設・商業施設などへの大規模な土地利用転換が計画されており、2030年（令和12年）までに一部供用を目指している。

## 交通
- 首都高速湾岸線 - 大部分を高架で、川崎市側の一部区間では地平を通過するが、出入口などは設置されておらず島に下りることはできない。西側の大黒埠頭との間は鶴見つばさ橋で結ばれている。一般部にあたる国道357号が通過する計画もあるが、事業化されていない。なお、大規模土地利用転換に合わせて首都高速湾岸線の出入口および東扇島までの一般部を整備する計画がある[27]。
- 陸路では川崎市川崎区水江町からJFEスチール海底トンネル（私道・関係者以外通行禁止）で東扇島に達し、そこから扇島大橋で達する。

上述のSOLAS条約で定められた重要な港湾施設があるため、厳重な保安体制が敷かれており、JFEスチール主催の見学会や小学校の校外学習などの非常に限られた場合を除き、関係者以外が島に立ち入ることはできない。制限区域内に許可なく立ち入ると、国際航海船舶及び国際港湾施設の保安の確保等に関する法律および同法施行規則に基づく処罰の対象となる。首都高速湾岸線および付帯する首都高速道路の管理地については制限区域とはなっていない。

## 事業所

### 横浜市
2021年（令和3年）現在の経済センサス調査による事業所数と従業員数は以下の通りである。
| 町丁 | 事業所数 | 従業員数 |
| ---- | -------- | -------- |
| 扇島 | 7事業所  | 116人    |

#### 事業者数の変遷
経済センサスによる事業所数の推移。
| 年                 | 事業者数 |
| ------------------ | -------- |
| 2016年（平成28年） | 8        |
| 2021年（令和3年）  | 7        |

#### 従業員数の変遷
経済センサスによる従業員数の推移。
| 年                 | 従業員数 |
| ------------------ | -------- |
| 2016年（平成28年） | 151      |
| 2021年（令和3年）  | 116      |

### 川崎市
2021年（令和3年）現在の経済センサス調査による事業所数と従業員数は以下の通りである。
| 町丁 | 事業所数 | 従業員数 |
| ---- | -------- | -------- |
| 扇島 | 66事業所 | 3,662人  |

#### 事業者数の変遷
経済センサスによる事業所数の推移。
| 年                 | 事業者数 |
| ------------------ | -------- |
| 2016年（平成28年） | 59       |
| 2021年（令和3年）  | 66       |

#### 従業員数の変遷
経済センサスによる従業員数の推移。
| 年                 | 従業員数 |
| ------------------ | -------- |
| 2016年（平成28年） | 3,338    |
| 2021年（令和3年）  | 3,662    |

## 主な施設
- JFEスチール東日本製鉄所扇島地区 - 川崎市川崎区、横浜市鶴見区
  - 水江地区とは海底トンネルで結ばれている。
- ENEOS扇島風力発電所（川崎製油所跡地） - 川崎市川崎区
- 東京ガス扇島LNG基地（LNG地下貯蔵タンク） - 横浜市鶴見区
- 扇島パワー（LNG火力発電所）（東亜石油貯油地跡地） - 横浜市鶴見区
- 東京電力リニューアブルパワー扇島太陽光発電所 - 川崎市川崎区

## その他

### 警察
町内の警察の管轄区域は以下の通りである。
| 町名             | 街区 | 警察署         | 交番     |
| ---------------- | ---- | -------------- | -------- |
| 川崎市川崎区扇島 | 全域 | 川崎臨港警察署 | 浜町交番 |
| 横浜市鶴見区扇島 | 全域 | 川崎臨港警察署 | 浜町交番 |